# Agelaia hamiltoni
Agelaia hamiltoni är en getingart som först beskrevs av Richards 1978.  Agelaia hamiltoni ingår i släktet Agelaia och familjen getingar. Inga underarter finns listade i Catalogue of Life.